# Gegant (mitologia)
|  | Per a altres significats, vegeu «Gegant (folklore)». |

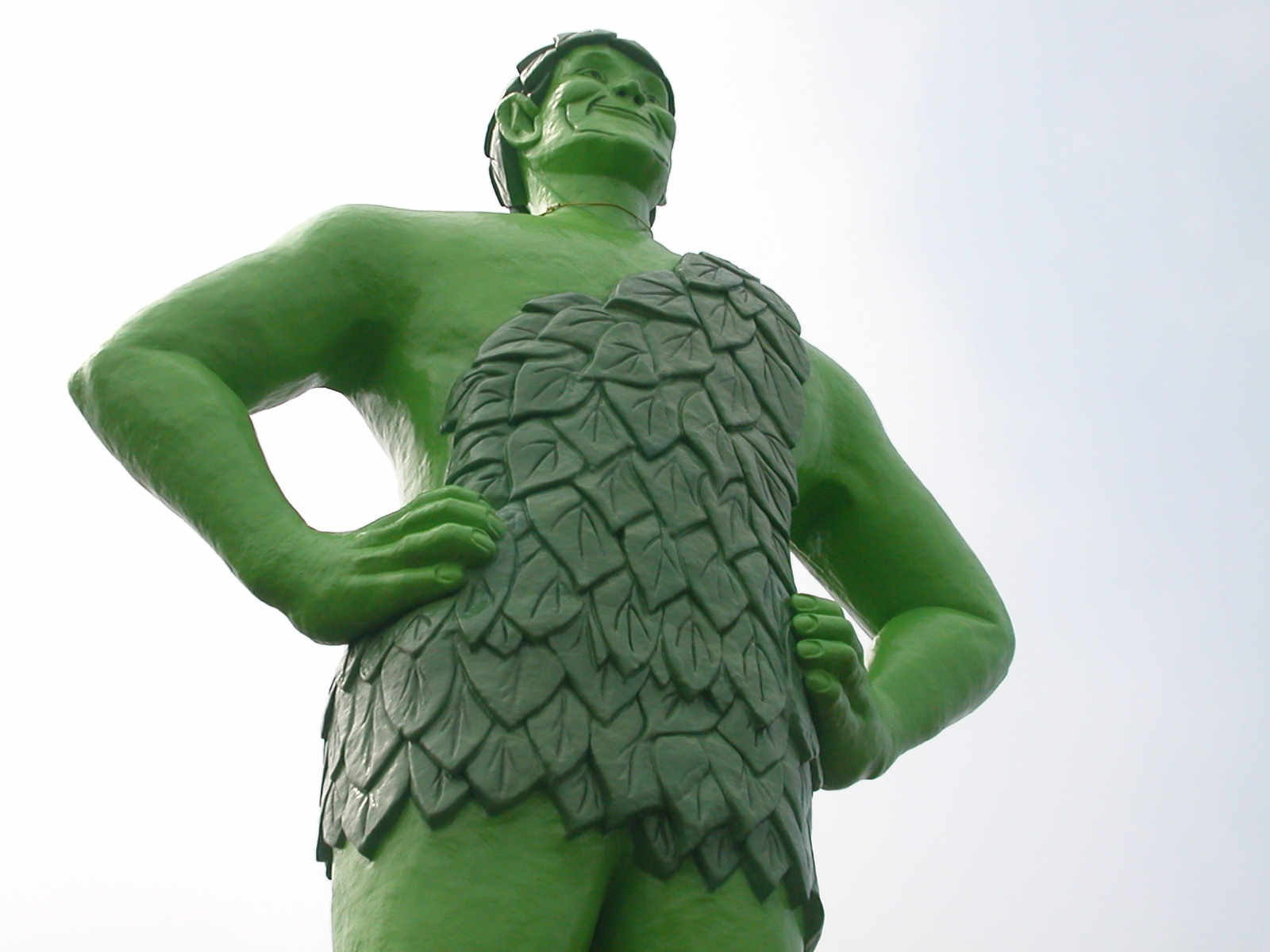
Representació moderna d'un gegant mitológic

El gegant és un monstre mitològic que apareix a gairebé totes les cultures. És antropomorf, però molt més alt i fort que un ésser humà normal i corrent.
Robert Wadlow va ser l'home més alt de la història mèdica. També conegut com a The Alton Giant (en anglès, el gegant d'Alton), va arribar a mesurar 272cm amb un pes de 220kg, poc temps abans de la seva mort. De fet, Wadlow no va parar de créixer fins a morir a l'edat adulta de 22 anys, per culpa d'un tumor a la glàndula pituïtària.

## Els gegants a la mitologia grega

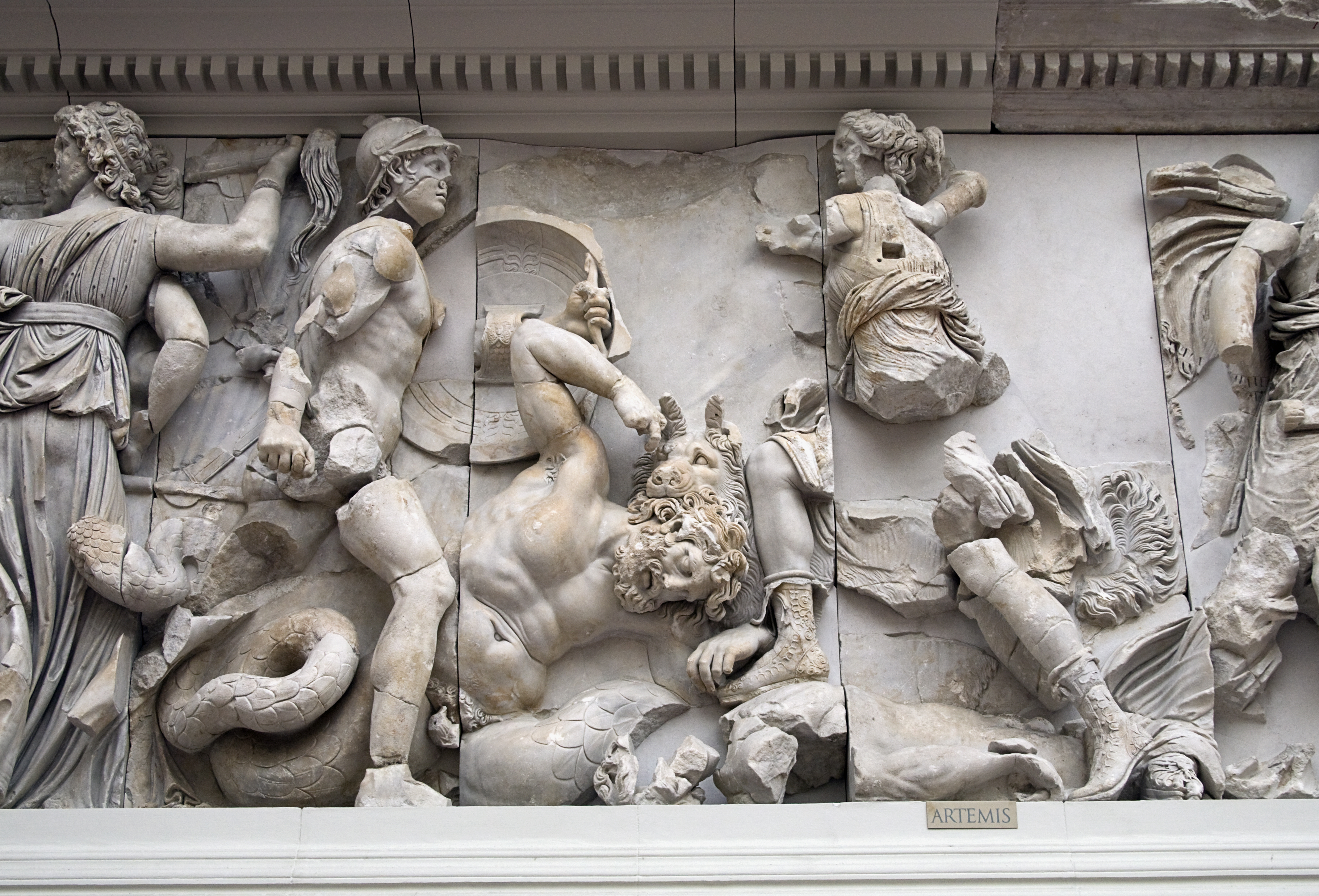
Gigantomàquia. Altar de Zeus a Pèrgam

A la mitologia grega els gegants són uns éssers fills de la terra, Gea, i nascuts de la sang d'Urà. Eren de grans dimensions i anaven armats amb llustroses armadures i poderoses maces. Tenien llarga cabellera, una barba prominent, cos de serp i una força monstruosa. El seu poder era tal que van gosar enfrontar-se als déus en la batalla coneguda com a Gigantomàquia.
La seva creació es remunta a la batalla pel poder entre Urà i Cronos. Quan aquest darrer tallà el membre viril del seu oponent, de la sang que brotà en nasqueren les fúries, les nimfes Melisees i els gegants.
Encara que eren d'origen diví, als gegants se'ls podia matar a condició que ho fessin alhora un déu i un mortal. A més, una herba màgica generada per la Terra era capaç de guarir les seves ferides. Però Zeus va recollir aquesta herba abans que ningú la pogués usar, i per dur-ho a terme va prohibir al sol, a la lluna i a l'aurora de brillar. La manca de claror li va permetre trobar-la abans que ho fes ningú altre. Algunes tradicions expliquen que determinats gegants, per exemple Alcioneu i Porfirió, eren immortals mentre restessin a la terra on havien nascut. La batalla entre déus i gegants, la Gigantomàquia, és la més important de la seva llegenda. Van néixer de la terra per venjar els Titans, que Zeus havia tancat al Tàrtar. El seu lloc de naixença és, segons alguns, Flegra, a la península de Pal·lene, a Tràcia. Tot just van néixer ja van amenaçar al cel llançant arbres encesos i lapidant-lo amb grans roques. Els olímpics es van preparar per al combat. Els principals déus que hi van intervenir van ser Zeus i Atena, deessa dels combats. Heracles fou el mortal que col·laborà amb els déus per eliminar-los. A les seves mans moriren, entre d'altres, Alcioneu, cap dels gegants, Porfirió, Efialtes, Èurit, Clici, Mimant, Pal·lant, Encèlad, Polibotes, Hipòlit, Gració, Agri i Toant.
A l'Odissea apareix el cíclop Polifem, gegant d'un sol ull que fou vençut per Ulisses. Aquesta història apareix amb variants a narracions d'altres cultures. Nonnos, a les Dionisíaques, parla del gegant Alpos, mort per Dionís a Sicília.

## Altres mitologies
- A la mitologia hebrea els gegants apareixen com a raça antiga (Nefilim), encreuament entre àngels i humans que va engendrar els grans herois. Entre els gegants que, com aquests, són esmentats a la Bíblia, destaca el cèlebre Goliat.
- A la mitologia germànica els gegants són enemics dels déus i reben el nom de Jötun. Sembla haver-hi una influència grega, sobretot en el motiu de la lluita dels titans.
- A la mitologia basca els gegants són els constructors dels menhirs, dolmens i altres monuments megalítics. Se'ls coneix com a mairuak i comparteixen força trets amb els jentilak.
- A la mitologia catalana els gegants són generalment benefactors (el Gegant del Pi, el Puigmal o el Pare Esmè), però poden haver-n'hi també de malèfics, sovint relacionats amb els "moros", com ara el Gegant de la Ciutat o en Ferragut, un gegant moro que s'enfronta amb Rotllà. El Gegant del Romaní és un conegut espantamainades de la mitologia valenciana. Al País Valencià són nombroses també les llegendes en què un gegant negre custodia un tresor amagat.